# Епископ шабачко-ваљевски Сава
Сава Николајевић (Купиново, око 1784 — Шабац, 9/21 јануар 1847) био је српски свештеник у Купинову, протојереј округа рудничког и епископ шабачки.

## Живот и рад
Рођен је око 1784. године у Купинову у Срему . 1809. године београдски митрополит Леонтије га је рукоположио за свештеника. 1813. године, након пропасти Првог српског устанка вратио се у Срем, где је једно време био капелан свом оцу Николи .  
Када је почео Други српски устанак са оцем је прешао у Србију. Тамо се састао са Павлом Цукићем, Максимом Крстићем и Јовицом Милутиновићем. По договору са Петром Молером и Симом Ненадовићем у Србију су одмах прешли Цукић, Крстић и Милутиновић, а Сава је остао са оцем још три дана да набави муниције и барута и прикупи још добровољаца. По доласку у Србију Савин отац Никола је постао архимандрит манастира Моравице, а Сава је постао протојереј рудничког округа. Због династичке промене морао је 1840. да напусти Србију, па је отишао у Видин, где се замонашио.8) У Србију се вратио 1842, када је добио амнестију.9) Постао је старешина манастира Боговађе . Након што је владика Максим Савић био убијен јануара 1844. Сава је постао нови шабачки еписккоп 11) од 16. априла 1844. 
Умро је 21. јануара 1847. и сахрањен је у Саборној цркви у Шапцу.

## Академик
Почасни је члан Друштва српске словесности од јануара 1846.